# Hăbud
Hăbud – wieś w Rumunii, w okręgu Prahova, w gminie Șirna. W 2011 roku liczyła 837 mieszkańców.